# Neuronema medogense
Neuronema medogense är en insektsart som beskrevs av C.-k. Yang et al in Huang et al. 1988. Neuronema medogense ingår i släktet Neuronema och familjen florsländor. Inga underarter finns listade i Catalogue of Life.